# Kajana landskommun
Kajana landskommun (finska: Kajaanin maalaiskunta) var en kommun i Uleåborgs län i Finland. Kommunen hade 10 791 invånare (1976), på en yta av 1 020,0 km² (landareal).
Kommunen bildades år 1786 genom en utbrytning ur Paldamo. Den 1 januari 1977 slogs Kajana landskommun samman med Kajana stad.
Kajana landskommun var enspråkigt finsk.

## Politik

### Mandatfördelning i Kajana landskommun, valen 1964–1972
Statistik över kommunalval i Finland finns tillgänglig för enskilda kommuner från valet 1964 och framåt. Publikationen över kommunalvalet 1968 var den första som redovisade komplett partitillhörighet.
| 18 | 3 | 10 |

| 15 | 4 |  | 3 | 6 | 2 |

| 15 | 4 | 2 | 7 |  | 2 |